# Olav Johan Sopp

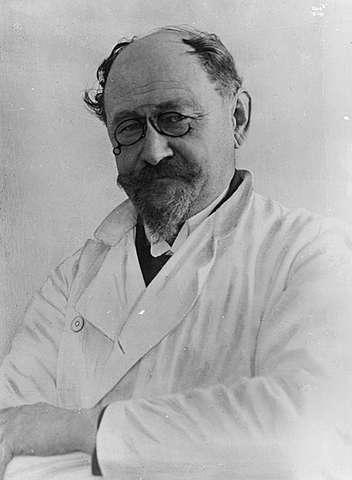
Olav Johan Sopp em 1922.

Olav Johan Sopp (6 de outubro de 1860 - 14 de agosto de 1931) foi um micologista norueguês. Foi pioneiro na pesquisa micológica norueguesa e internacional. Foi o primeiro a sugerir uma classificação dos fungos com não pertencendo nem ao reino Animalia nem ao reino Plantae, mas sim ao um terceiro reino. Também contribuiu para o desenvolvimento da indústria do leite e cerveja na Noruega.